# Campeonato Pernambucano de Futebol de 2017
O Campeonato Pernambucano de Futebol de 2017 foi a 103ª edição do torneiro realizado no estado de Pernambuco e organizado pela Federação Pernambucana de Futebol. O campeonato contou com a participação de 12 equipes e teve o Sport Club do Recife como o seu vencedor, ao conquistar o seu 41º título da história desta competição.

## Regulamento
No primeiro turno, que não conta com Sport,  Santa Cruz, Náutico, os nove clubes restantes em  três grupos jogam contra os times dos outros grupos. Ao fim de nove rodadas, os líderes de cada grupo se classificarão para a segunda fase da competição, na qual se juntarão às três equipes pré-classificadas. Os dois clubes que obtiverem os maiores número de pontos serão, respectivamente, campeão e vice, recebendo troféu e medalhas, sendo lhes assegurado também ao terceiro colocado o direito à disputa da Série D do Campeonato Brasileiro de 2018.
A segunda fase será disputada por dois grupos: um hexagonal decisivo incluindo as três primeiras equipes da primeira fase mais Santa Cruz, Sport e Náutico e, um "grupo da morte" com as seis equipes que foram eliminadas na primeira fase, no qual os dois últimos colocados foram rebaixados para a Série A2 de 2018. Em ambos os grupos, as equipes jogaram entre si no sistema de ida e volta. Os três primeiros colocados disputarão a Copa do Brasil de 2018.
Foi a primeira competição profissional do Brasil a utilizar um árbitro de vídeo.

## Equipes participantes
| Equipe                                                | Cidade                 | Em 2016 | Estádio (Mando)              | Capacidade | Títulos (Último) | Part. |
| ----------------------------------------------------- | ---------------------- | ------- | ---------------------------- | ---------- | ---------------- | ----- |
| Afogados da Ingazeira Futebol Clube                   | Afogados da Ingazeira  | 2° (A2) | Vianão                       | 1 735      | 0 (não possui)   | 1     |
| América Futebol Clube                                 | Recife                 | 5º      | Ademir Cunha                 | 12 000     | 6 (em 1944)      | 82    |
| Clube Atlético Pernambucano                           | Carpina                | 7º      | Paulo Petribu                | 3 500      | 0 (não possui)   | 2     |
| Belo Jardim Futebol Clube                             | Belo Jardim            | 9º      | Antônio Inácio               | 6 000      | 0 (não possui)   | 5     |
| Central Sport Club                                    | Caruaru                | 6º      | Estádio Luiz José de Lacerda | 19 478     | 0 (não possui)   | 4     |
| Flamengo Sport Club de Arcoverde                      | Arcoverde              | 1° (A2) | Áureo Bradley                | 3 000      | 0 (não possui)   | 5     |
| Clube Náutico Capibaribe                              | Recife                 | 3º      | Arena Pernambuco             | 44 300     | 21 (em 2004)     | 100   |
| Salgueiro Atlético Clube                              | Salgueiro              | 4º      | Cornélio de Barros           | 12 070     | 0 (não possui)   | 11    |
| Santa Cruz Futebol Clube                              | Recife                 | 1º      | Arruda                       | 60 044     | 29 (em 2016)     | 101   |
| Serra Talhada Futebol Clube                           | Serra Talhada          | 8º      | Nildo Pereira                | 5 000      | 0 (não possui)   | 6     |
| Sport Club do Recife                                  | Recife                 | 2º      | Ilha do Retiro               | 30 000     | 40 (em 2014)     | 99    |
| Associação Acadêmica e Desportiva Vitória das Tabocas | Vitória de Santo Antão | 10º     | Carneirão                    | 10 911     | 0 (não possui)   | 6     |

## Primeira fase

### Grupo A
| 1 | Salgueiro             | 16 | 6 | 5 | 1 | 0 | 11 | 3 | 4  |
| 2 | Belo Jardim           | 12 | 6 | 4 | 0 | 2 | 8  | 4 | 4  |
| 3 | Atlético Pernambucano | 3  | 6 | 0 | 3 | 3 | 3  | 7 | –4 |

### Grupo B
| 1 | Flamengo de Arcoverde | 9 | 6 | 2 | 3 | 1 | 5 | 4  | 1  |
| 2 | Serra Talhada         | 5 | 6 | 1 | 2 | 3 | 5 | 8  | –3 |
| 3 | América-PE            | 4 | 6 | 1 | 1 | 4 | 4 | 11 | –7 |

### Grupo C
| 1 | Central             | 12 | 6 | 3 | 3 | 0 | 6 | 1 | 5  |
| 2 | Vitória das Tabocas | 8  | 6 | 2 | 2 | 2 | 5 | 5 | 0  |
| 3 | Afogados            | 3  | 6 | 0 | 3 | 3 | 2 | 6 | –4 |

### Classificação Geral
| 1 | Salgueiro             | 16 | 6 | 5 | 1 | 0 | 11 | 3  | +4 |
| 2 | Belo Jardim           | 12 | 6 | 4 | 2 | 0 | 8  | 4  | +4 |
| 3 | Central               | 12 | 6 | 3 | 3 | 0 | 6  | 1  | +5 |
| 4 | Flamengo de Arcoverde | 9  | 6 | 2 | 3 | 1 | 5  | 4  | +1 |
| 5 | Vitória das Tabocas   | 8  | 6 | 2 | 2 | 2 | 5  | 5  | 0  |
| 6 | Serra Talhada         | 5  | 6 | 1 | 2 | 3 | 5  | 8  | –3 |
| 7 | América-PE            | 4  | 6 | 1 | 1 | 4 | 4  | 11 | –7 |
| 8 | Atlético Pernambucano | 3  | 6 | 0 | 3 | 3 | 3  | 7  | –4 |
| 9 | Afogados              | 3  | 6 | 0 | 3 | 3 | 2  | 6  | –4 |

| Confrontos            | Confrontos | Confrontos | Confrontos | Confrontos | Confrontos | Confrontos | Confrontos | Confrontos | Confrontos |
|                       | AFO        | AME        | ATL        | BEL        | CEN        | FAR        | SAL        | SER        | VIT        |
| --------------------- | ---------- | ---------- | ---------- | ---------- | ---------- | ---------- | ---------- | ---------- | ---------- |
| Afogados              | —          | 0–0        |            |            |            | 0–0        | 1–3        |            |            |
| América-PE            |            | —          |            | 0–2        | 1–3        |            | 1–3        |            |            |
| Atlético Pernambucano | 0–0        | 0–2        | —          |            |            |            |            |            | 0–1        |
| Belo Jardim           | 1–0        |            |            | —          |            |            |            | 1–0        | 3–0        |
| Central               |            |            | 0–0        | 2–0        | —          | 0–0        |            |            |            |
| Flamengo de Arcoverde |            |            | 1–0        | 2–1        |            | —          |            |            | 0–0        |
| Salgueiro             |            |            |            |            | 0–0        | 2–1        | —          | 2–0        |            |
| Serra Talhada         | 1–0        |            | 3–3        |            | 0–1        |            |            | —          |            |
| Vitória das Tabocas   |            | 3–0        |            |            |            |            | 0–1        | 1–1        | —          |

| \| \| \| \| \| Classificado para a segunda fase e para o Brasileiro da Série D de 2018 \| \| \| Hexagonal do rebaixamento \| | Legenda: Vitória do mandante — Vitória do visitante — Empate            |
| |                                                                         |
| | Classificado para a segunda fase e para o Brasileiro da Série D de 2018 |
| | Hexagonal do rebaixamento                                               |

## Segunda fase

### Hexagonal do Título
| Pos | Equipes     | Pts | J  | V | E | D | GP | GC | SG  |
| --- | ----------- | --- | -- | - | - | - | -- | -- | --- |
| 1   | Salgueiro   | 23  | 10 | 7 | 2 | 1 | 17 | 6  | +11 |
| 2   | Náutico     | 18  | 10 | 5 | 3 | 2 | 15 | 9  | +6  |
| 3   | Sport       | 17  | 10 | 4 | 5 | 1 | 14 | 8  | +6  |
| 4   | Santa Cruz  | 16  | 10 | 4 | 4 | 2 | 19 | 10 | +9  |
| 5   | Belo Jardim | 5   | 10 | 1 | 2 | 7 | 5  | 18 | –13 |
| 6   | Central     | 3   | 10 | 1 | 0 | 9 | 9  | 28 | –19 |

|             | BJA | CEN | NAU | SAL | STC | SPT |
| ----------- | --- | --- | --- | --- | --- | --- |
| Belo Jardim | —   | 1–4 | 0–2 | 0–2 | 0–4 | 0–1 |
| Central     | 0–2 | —   | 0–1 | 0–2 | 2–4 | 1–3 |
| Náutico     | 1–1 | 5–0 | —   | 0–2 | 1–1 | 2–1 |
| Salgueiro   | 3–1 | 2–1 | 2–0 | —   | 0–1 | 0–0 |
| Santa Cruz  | 0–0 | 5–1 | 1–2 | 1–2 | —   | 1–1 |
| Sport       | 1–0 | 3–0 | 1–1 | 2–2 | 1–1 | —   |

| \| \| \| \| \| Classificados para a Fase final \| | Legenda: Vitória do mandante — Vitória do visitante — Empate Em vermelho os jogos da próxima rodada; Em negrito os jogos "clássicos". |
|                                                   | |
|                                                   | Classificados para a Fase final |

### Fase final
Em itálico, os times que possuem o mando de campo no primeiro jogo do confronto e em negrito os times classificados.
|  | Semifinais 15 e 23 de abril | Semifinais 15 e 23 de abril | Semifinais 15 e 23 de abril | Semifinais 15 e 23 de abril |   |       | Final 7 de maio e 28 de junho | Final 7 de maio e 28 de junho | Final 7 de maio e 28 de junho | Final 7 de maio e 28 de junho |
|  |                             |                             |                             |                             |   |       |                               |                               |                               |                               |
|  | Sport                       | 3                           | 1                           | 4                           |   |       |                               |                               |                               |                               |
|  | Náutico                     | 2                           | 1                           | 3                           |   |       |                               |                               |                               |                               |
|  | Náutico                     | 2                           | 1                           | 3                           |   | Sport | 1                             | 1                             | 2                             |                               |
|  |                             |                             |                             |                             |   | Sport | 1                             | 1                             | 2                             |                               |
|  |                             | Salgueiro                   | 1                           | 0                           | 1 |       |                               |                               |                               |                               |
|  | Santa Cruz                  | Salgueiro                   | 1                           | 0                           | 1 | 1     | 0                             | 1                             |                               |                               |
|  | Santa Cruz                  |                             |                             |                             |   | 1     | 0                             | 1                             |                               |                               |
|  | Salgueiro                   | 0                           | 2                           | 2                           |   |       |                               |                               |                               |                               |

|  | Disputa do 3° lugar 6 e 16 de maio |   |   |   |
|  |                                    |   |   |   |
|  | Santa Cruz                         | 2 | 1 | 3 |
|  | Náutico                            | 1 | 1 | 2 |

## Campeão
| Campeonato Pernambucano 2017 |
| Recife                       |
| ---------------------------- |
| Sport Campeão (41º título)   |

| Vice Campeão: | Terceiro Colocado: | Equipe mais: | Artilheiro:                           | Melhor goleiro: |
| ------------- | ------------------ | ------------ | ------------------------------------- | --------------- |
| Salgueiro     | Santa Cruz         |              | Éverton Santos (Santa Cruz) (5 gols)* |                 |

- O artilheiro geral da competição foi Caxito, do Afogados, com 9 gols, mas a federação só reconhece artilheiros dos times que jogaram o hexagonal final.

## Classificação final
A classificação geral leva em conta a colocação dos clubes em cada uma das fases, a partir da fase final, e não a pontuação total.
| Pos | Times                 | Pts | J  | V | E | D  | GP | GC | SG  | Classificação                                                             |
| --- | --------------------- | --- | -- | - | - | -- | -- | -- | --- | ------------------------------------------------------------------------- |
| 1   | Sport                 | 25  | 14 | 6 | 7 | 1  | 20 | 12 | +8  | Copa do Brasil de 2018, Copa do Nordeste de 2018 e finalistas             |
| 2   | Salgueiro             | 27  | 14 | 8 | 3 | 3  | 20 | 9  | +11 | Copa do Brasil de 2018, Copa do Nordeste de 2018 e finalistas             |
| 3   | Santa Cruz            | 23  | 14 | 6 | 5 | 3  | 23 | 14 | +9  | Copa do Brasil de 2018, Copa do Nordeste de 2018 e Eliminado na semifinal |
| 4   | Náutico               | 20  | 14 | 5 | 5 | 4  | 20 | 16 | +4  | Eliminado na semifinal                                                    |
| 5   | Belo Jardim           | 17  | 16 | 5 | 2 | 9  | 13 | 22 | –9  | Eliminados no hexagonal do título                                         |
| 6   | Central               | 15  | 16 | 4 | 3 | 9  | 15 | 29 | –14 | Eliminados no hexagonal do título                                         |
| 7   | Flamengo de Arcoverde | 26  | 16 | 7 | 5 | 4  | 24 | 18 | +6  | Série D de 2018                                                           |
| 8   | Afogados              | 20  | 16 | 4 | 8 | 4  | 18 | 17 | +1  | Permanência assegurada para Série A1 2018                                 |
| 9   | América-PE            | 20  | 16 | 5 | 2 | 8  | 15 | 20 | -5  | Permanência assegurada para Série A1 2018                                 |
| 10  | Vitória das Tabocas   | 24  | 16 | 6 | 6 | 6  | 16 | 11 | +5  | Permanência assegurada para Série A1 2018                                 |
| 11  | Serra Talhada         | 21  | 16 | 5 | 6 | 5  | 17 | 17 | 0   | Rebaixados à Série A2 de 2018                                             |
| 12  | Atlético Pernambucano | 3   | 16 | 0 | 3 | 13 | 8  | 32 | –24 | Rebaixados à Série A2 de 2018                                             |

## Artilharia
A FPF só considerou a artilharia para os times classificados para o Hexagonal, Semifinais e Final do Campeonato Pernambucano de Futebol.
Atualizado em 15 de maio de 2017
| Gols | Jogador        | Time                  |
| ---- | -------------- | --------------------- |
| 9    | Caxito         | Afogados              |
| 6    | Robinho        | Flamengo de Arcoverde |
| 5    | Everton Santos | Santa Cruz            |
| 4    | Valdeir        | Salgueiro             |
| 4    | Edson          | Serra Talhada         |
| 4    | Erick          | Náutico               |
| 3    | 10 jogadores   | 10 jogadores          |
| 2    | 20 jogadores   | 20 jogadores          |
| 1    | 48 jogadores   | 48 jogadores          |

## Maiores públicos
Esses foram os dez jogos de maior público do campeonato:

## Menores Públicos
Esses foram os dez jogos de menor público do campeonato:

## Médias de público
Estas foram as médias de público dos clubes no campeonato, considerando jogos das equipes em todas as fases e como mandantes:
| Pos. | Time                  | Média | Total  | Mandos[PF] |
| ---- | --------------------- | ----- | ------ | ---------- |
| 1    | Sport                 | 9 877 | 69 140 | 7          |
| 2    | Santa Cruz            | 8 216 | 49 296 | 6          |
| 3    | Náutico               | 5 805 | 34 828 | 6          |
| 4    | Salgueiro             | 2 970 | 29 697 | 10         |
| 5    | Central               | 1 068 | 8 546  | 8          |
| 6    | Flamengo de Arcoverde | 620   | 4 957  | 8          |
| 7    | Afogados              | 572   | 4 576  | 8          |
| 8    | Belo Jardim           | 413   | 3 306  | 8          |
| 9    | Vitória das Tabocas   | 373   | 2 985  | 8          |
| 10   | Serra Talhada         | 228   | 1 820  | 8          |
| 11   | América-PE            | 148   | 1 035  | 7          |
| 12   | Atlético Pernambucano | 117   | 117    | 1          |

- PF. ^ Jogos com portões fechados não são considerados.